# Derechos humanos en Israel
La situación de los derechos humanos en Israel y los Territorios Palestinos, fundamentalmente de los habitantes de origen árabe, es fuente de permanente polémica y denuncia. Organizaciones internacionales como Human Rights Watch, Amnistía Internacional o la israelí B'Tselem vienen denunciando desde hace décadas la situación de los derechos humanos en el país. Los defensores argumentan que la situación de los derechos humanos en Israel es sustancialmente mejor que en el resto de los países de Oriente Medio, e incluso que algunas de las críticas tienen como origen el antisemitismo.

## Premios nobel de la paz
En 1978, Menájem Beguín fue galardonado junto con el presidente egipcio Muhammad Anwar Al-Sadat, luego de que un año antes negociaran los Acuerdos de paz de Camp David ambos recibieron conjuntamente el Premio Nobel de la Paz.
El 1 de abril de 2024 el parlamento israelí aprobó una ley que otorga al primer ministro y al ministro de comunicaciones la autoridad para ordenar el cierre de redes extranjeras de noticias que operan en Israel y confiscar sus equipos si consideran que representan un «riesgo para la seguridad del Estado». Inmediatamente después de la aprobación de la ley, Netanyahu prometió «actuar de inmediato para detener» las operaciones de diversas cadenas en el país. La oposición la describió como un «intento para silenciar la realidad» de la guerra de Gaza.

## Estatus
En materia de derechos humanos, respecto a la pertenencia a los siete organismos de la Carta Internacional de Derechos Humanos, que incluyen al Comité de Derechos Humanos (HRC), Israel ha firmado o ratificado:
| Israel | Tratados internacionales | Tratados internacionales | Tratados internacionales | Tratados internacionales  | Tratados internacionales  | Tratados internacionales | Tratados internacionales | Tratados internacionales | Tratados internacionales  | Tratados internacionales | Tratados internacionales | Tratados internacionales | Tratados internacionales  | Tratados internacionales    | Tratados internacionales | Tratados internacionales  | Tratados internacionales    | Tratados internacionales  |
| --- | ------------------------ | ------------------------ | ------------------------ | ------------------------- | ------------------------- | ------------------------ | ------------------------ | ------------------------ | ------------------------- | ------------------------ | ------------------------ | ------------------------ | ------------------------- | --------------------------- | ------------------------ | ------------------------- | --------------------------- | ------------------------- |
| Israel | CESCR                    | CESCR                    | CCPR                     | CCPR                      | CCPR                      | CERD                     | CED                      | CEDAW                    | CEDAW                     | CAT                      | CAT                      | CRC                      | CRC                       | CRC                         | CRC                      | MWC                       | CRPD                        | CRPD                      |
| Israel | CESCR                    | CESCR-OP                 | CCPR                     | CCPR-OP1                  | CCPR-OP2-DP               | CERD                     | CED                      | CEDAW                    | CEDAW-OP                  | CAT                      | CAT-OP                   | CRC                      | CRC-OP-AC                 | CRC-OP-SC                   | CRC-OP-CP                | MWC                       | CRPD                        | CRPD-OP                   |
| Pertenencia | Firmado y ratificado.    | Sin información.         | Firmado y ratificado.    | Ni firmado ni ratificado. | Ni firmado ni ratificado. | Firmado y ratificado.    | Sin información.         | Firmado y ratificado.    | Ni firmado ni ratificado. | Firmado y ratificado.    | Sin información.         | Firmado y ratificado.    | Ni firmado ni ratificado. | Firmado pero no ratificado. | Sin información.         | Ni firmado ni ratificado. | Firmado pero no ratificado. | Ni firmado ni ratificado. |
| Firmado y ratificado, firmado, pero no ratificado, ni firmado ni ratificado, sin información, ha accedido a firmar y ratificar el órgano en cuestión, pero también reconoce la competencia de recibir y procesar comunicaciones individuales por parte de los órganos competentes. |                          |                          |                          |                           |                           |                          |                          |                          |                           |                          |                          |                          |                           |                             |                          |                           |                             |                           |

Israel también ha ratificado los cuatro Convenios de Ginebra pero no todos sus protocolos adicionales ni el Estatuto de Roma de la Corte Penal Internacional.
En 2014 la Alta Comisionada de Naciones Unidas para los Derechos Humanos, Navi Pillay, solicitó a Israel que asuma sus responsabilidades por "las crecientes evidencias de crímenes de guerra" perpetrados por el Ejército israelí en Gaza.
En 2011, el secretario general de la ONU, Ban Ki-Moon, dijo que Israel tenía a miles de palestinos como presos políticos y pidió a Israel que los liberara. Ban dijo que la liberación de los presos políticos "serviría como una importante medida de fomento de la confianza" e impulsaría las perspectivas de paz en la región. Amnistía Internacional ha pedido a Israel que libere a los presos políticos, diciendo que "todos los presos políticos recluidos sin cargos ni juicio deben ser juzgado en juicios justos o puesto en libertad de inmediato". John Dugard ha comparado el encarcelamiento israelí de palestinos con las políticas de la era del apartheid en Sudáfrica, diciendo que "la policía de seguridad del Apartheid practicaba la tortura a gran escala. Lo mismo ocurre con las fuerzas de seguridad israelíes. Había muchos presos políticos en Robben Island, pero hay más presos políticos palestinos". presos en las cárceles israelíes".
El 5 de junio, la ONU notificó a Israel su inclusión en la lista negra de países que violan los derechos de los niños en conflictos armados. Esta lista, en la que se enumeran las partes en conflictos armados que han cometido violaciones graves contra los niños, se adjunta al informe anual que elabora el representante especial del secretario general, António Guterres, sobre Niños y Conflicto Armado, que versa sobre la situación de los niños en contextos bélicos y debe presentarse al Consejo de Seguridad el próximo 14 de junio.